# Humphrey Gilbert
Humphrey Gilbert (ur. ok. 1537 w Brixham w Devon, zm. 1583) – angielski żeglarz, twórca brutalnego i kolonialnego stylu rządów w Irlandii, który następnie w 1583 roku dotarł do Nowej Fundlandii, biorąc te tereny we władzę korony angielskiej. Zginął w drodze powrotnej do Europy.

## Życiorys
Miał troje rodzeństwa. Gdy jego ojciec umarł, matka wzięła ślub z jednym z przedstawicieli rodu Raleighów. Ze związku z nim doczekała się dwóch synów, z których starszy - Walter Raleigh - osiągnął później wysoką pozycję polityczną na dworze królowej Elżbiety I Tudor, natomiast sam Gilbert został otoczony kuratelą ze strony Henry'ego Sidneya - namiestnika Irlandii i jedną z najbardziej wpływowych osób w państwie. Uczył się w Eton College, a potem w Oxfordzie, gdzie m.in. przyswoił sobie umiejętność mówienia w języku hiszpańskim i francuskim, a także zapoznał się z tajnikami strategii wojennej i nawigacji oraz zainteresował się zdobywaniem i odkrywaniem nieznanych lądów. W 1566 dał królowej Elżbiecie pismo, w którym sprezentował własny plan odnalezienia "północnej drogi morskiej" do Chin wokół północnego krańca kontynentu amerykańskiego, dzięki czemu zwiększyłyby się znacznie szanse na zrujnowanie monopolu hiszpańsko-portugalskiego na handel ze Wschodem.
W 1562 zyskał pierwsze doświadczenia wojenne, kiedy służył pod rozkazami hrabiego Warwicka w trakcie oblężenia Hawru. W 1565 służył z kolei w Irlandii w oddziale, którym dowodził Henry Sidney. W 1569 powrócił tam jako gubernator prowincji Ulster. Rozpoczął realizację budowy rozległej angielskiej osady kolonialnej w Baltimore niedaleko Cork w położonej na południu prowincji Munster. Wcielał w ten sposób w życie politykę Elżbiety polegającą na zastępowaniu niezależnych feudalnych lordów Irlandii przez "lordów nadzorców", którymi byli wojskowi zarządcy lojalni wobec korony Anglii, która prowadziła politykę konfiskowania terenów należących do miejscowych klanów.
Wskutek działań Gilberta w czerwcu 1568 miało miejsce pierwsze powstanie Desmondów z Fitzgeraldami, hrabiami Desmond, którzy mieli pod kontrolą większą część obszarów Munsteru. Sidney zlecił wówczas Gilbertowi zadanie pojmania Jamesa Fitzmaurice'a Fitzgeralda, przywódcę buntowników i pobożnego katolika sprzeciwiającego się interwencji protestanckiej armii Elżbiety I w Irlandii. Nie pozwolił się złapać i chronił się w górach, wybierając walkę partyzancką, Gilbert zaś przez cały czas dewastował posiadłości Desmondów. Sprawował już wówczas urząd gubernatora Munsteru. W grudniu 1569 otrzymał od Sydneya tytuł szlachecki. Owo wydarzenie odbyło się w świeżo zajętym przez Gilberta obozie wroga wśród rzeszy poległych obrońców.
Humhrey Gilbert nadał swym kampaniom brutalny i krwawy charakter, stawiając sobie za najważniejszy cel wzbudzenie ogromnego strachu wśród irlandzkich buntowników. Dążył do tego, by tak obniżyć morale przeciwnika, by sam widok angielskiej armii zmniejszał im chęć oporu. Gilbert nie korzystał w ogóle z armat, polegając na takiej taktyce, wykazywał się odwagą i męstwem w walkach, a w ciągu trzech tygodni zajął w regionie Kerry prawie 40 zamków, których załogi obronne kapitulowały często po krótkiej walce. Według Simona Sebaga Montefiore'a stosowany przez Gilberta z wyraźną przyjemnością terror miał charakter przemyślany, systematyczny i bezlitosny, bowiem nakazał dekapitowanie wrogów i dokładnego układania ich głów na ziemi z twarzami zwróconymi ku górze. Ustawiano je w szpaler, który prowadził do namiotu Gilberta. Irlandzcy przywódcy powstania byli świadkami tej krwawej łaźni, kiedy przybyli ogłosić swą kapitulację. Rozpoznali w nich swoich martwych już m.in. ojców, braci, dzieci, krewnych, przyjaciół.
Na początku 1570 prawie wszyscy rebelianci oprócz Fitzgeraldów poddali się i zaprzestali walki, Gilbert zaś powrócił do Anglii, gdzie objął funkcję deputowanego do parlamentu z okręgu Plymouth. Pragnął założyć w Londynie akademię wojskową. W 1576 r. ogłosił Discource of a Discoverie for a New Passage to Cataia, w której udowadniał, że istnieje północno-zachodnia droga morska do Chin i Indii. Dzięki tej publikacji stał się inicjatorem wielkich wypraw żeglarskich do Arktyki. W 1579 raz jeszcze znalazł się w Irlandii w celu stłumienia następnego zrywu Fitzgeraldów, ale nieudolność nawigatorów spowodowała, że popłynął do Zatoki Biskajskiej. Ostatecznie z kilkumiesięcznym opóźnieniem udało się Gilbertowi dotrzeć do portu w Cobh w Munsterze, gdzie nie potrafiąc opanować wściekłości zamordował przygodnego kupca spotkanego w dokach.
W grudniu 1578 Gilbert popłynął do Ameryki, lecz kilka miesięcy później gwałtowne sztormy zmusiły go do odwrotu. Mimo to w czerwcu 1583 dopłynął do Nowej Fundlandii, gdzie założył pierwszą stałą angielską kolonię w Ameryce Północnej - dzisiejsze miasto St. John's. Podczas drogi powrotnej miała miejsce katastrofa, którą wywołało wzburzone morze. Rzekomo zaczytany w Utopii Thomasa More'a Humphrey Gilbert poniósł śmierć.